# Communauté rurale de Ngandiouf
La communauté rurale de Ngandiouf (ou Gandiouf) est une communauté rurale du Sénégal située à l'ouest du pays. 
Elle fait partie de l'arrondissement de Niakhène, du département de Tivaouane et de la région de Thiès.